# Walter Argentin
Walter Argentin (Ottawa, 19 dicembre 1961) è un ex judoka italiano.
Attualmente è istruttore di judo. Durante la sua carriera sportiva è stato in forze al gruppo sportivo dei Carabinieri.

## Palmarès
In carriera ha conseguito i seguenti risultati (riportati in ordine cronologico):
- 1979

16 dicembre, Campionato italiano (Roma), medaglia d'argento, WClass: U78
- 1980

12 aprile, Dutch Open Kerkrade, terzo posto, WClass: U86
13 dicembre, Campionato italiano (Genova), medaglia d'oro, WClass: U86
- 1981

1º luglio, World Military Championships (Colorado), medaglia d'argento, WClass: U86
13 dicembre, Campionato italiano (Milano), medaglia d'oro, WClass: U86
- 1982

4 dicembre, Campionato italiano (Treviso), medaglia d'oro, WClass: U86
- 1984

20 maggio, Campionato italiano (Roma), medaglia d'oro, WClass: U86
- 1985

26 maggio, Trofeo Internazionale "Guido Sieni" (Sassari), primo posto, WClass: U86
16 giugno, World Military Championships (Riccione), medaglia di bronzo, WClass: U86
- 1986

8 giugno, Campionato italiano (Bergamo), medaglia d'argento, WClass: U86
15 luglio, World Military Championships (Brussels), medaglia di bronzo, WClass: U86
- 1987

22 marzo, Campionato italiano (Mestre), medaglia d'oro, WClass: U86
settembre, Judo ai X Giochi del Mediterraneo, medaglia d'argento, WClass: U86
- 1988

5 giugno, Campionato italiano (Trieste), medaglia d'oro, WClass: U86
24 giugno, World Military Championships (Warendorf), medaglia d'oro, WClass: U95
- 1989

11 luglio, World Military Championships (Rio de Janeiro), medaglia di bronzo, WClass: U95